# Barentons
Barentons (Pluraletantum) ist ein Fluss in Frankreich, im Département Aisne in der Region Hauts-de-France.

## Verlauf
Er entspringt im südlichen Gemeindegebiet von Festieux, entwässert in einem Bogen von Nordwest nach Nordost und mündet nach rund 25 Kilometern im Gemeindegebiet von Barenton-sur-Serre als linker Nebenfluss in die Souche. In seinem Mittelabschnitt tangiert er kurz die Gemeindegrenze die Stadt Laon, in der Nähe des Flughafens Laon-Chambry, und unterquert die Autobahn A26.

## Orte am Fluss
(Reihenfolge in Fließrichtung)
- Festieux
- Eppes
- Athies-sous-Laon
- Chambry
- Barenton-Bugny
- Barenton-Cel
- Verneuil-sur-Serre
- Barenton-sur-Serre

## Ökologie
Der Fluss durchläuft eine Menge kleiner Feuchtgebiete, die im Unterlauf zum Naturschutzgebiet Vallée des Barentons zusammengefasst sind.